# Повіт Камі-Такай
Пові́т Ка́мі-Така́й (яп. 上高井郡, かみたかいぐん, МФА: [kamʲi takai̯ guɴ]) — повіт в префектурі Наґано, Японія.